# بطولة العالم لسباق الدراجات على الطريق 1989
بطولة العالم لسباق الدراجات على الطريق 1989 هي الدورة ال62 من بطولة العالم لسباق الدراجات على الطريق، أجريت في شامبيري، فرنسا.

## برنامج المسابقات
رجال
- سباق الطريق ضد الساعة.
- سباق الطريق ضد الساعة للفرق.

سيدات
- سباق الطريق المداري.
- سباق الطريق المداري للفرق.

شبان
- سباق الطريق المداري للشبان.

شابات
- سباق الطريق المداري للشابات.

## النتائج النهائية
| المسابقة              | ذهبية                          | فضية                            | برونزية                           |
| --------------------- | ------------------------------ | ------------------------------- | --------------------------------- |
| الرجال                |                                |                                 |                                   |
| سباق الطريق ضد الساعة | جريج لوموند (الولايات المتحدة) | ديمتري كونيشيف (URS)            | شون كيلي (دراج) (جمهورية أيرلندا) |
| الفريق البطل          | ألمانيا الشرقية                | بولندا                          | الاتحاد السوفيتي                  |
| السيدات               |                                |                                 |                                   |
| سباق الطريق المداري   | كاثرين مارسال (فرنسا)          | روثي ماتيس (الولايات المتحدة)   | Louisa Seghezzi (إيطاليا)         |
| الفريق البطل          | الاتحاد السوفيتي               | إيطاليا                         | فرنسا                             |
| شبان                  |                                |                                 |                                   |
| سباق الطريق المداري   | Patrick Vetsch (سويسرا)        | Danny Sleeckx (بلجيكا)          | ستيفن ويسمان (GDR)                |
| شابات                 |                                |                                 |                                   |
| سباق الطريق المداري   | ديدي باري (USA)                | جيسيكا غريكو (الولايات المتحدة) | El. Netchaeva (روسيا)             |